# Microsorum pappei
Microsorum pappei är en stensöteväxtart som först beskrevs av Georg Heinrich Mettenius och Oskar Kuhn, och fick sitt nu gällande namn av Tard. Microsorum pappei ingår i släktet Microsorum och familjen Polypodiaceae. Inga underarter finns listade.